# سیارک ۸۰۰۹
سیارک ۸۰۰۹ (به انگلیسی: 8009 Beguin، نامگذاری:1989BA1) هشت هزار و نهمین سیارک کشف شده‌است که در ۲۵ ژانویه ۱۹۸۹ کشف شد.
قدر مطلق سیارک برابر ۱۳٫۱۰ است.